# エメロンナイト レディーファースト
『エメロンナイト レディーファースト』は、1977年4月2日から同年8月27日までフジテレビ系列で放送されていたフジテレビ製作の情報バラエティ番組である。ライオン油脂（現・ライオン）の一社提供。放送時間は毎週土曜 22:00 - 22:55 （日本標準時）。

## 概要
ミスとヤングミセスを対象に、旅・ファッション・食べ物・音楽などの情報を紹介していた番組。他にも視聴者へのインタビュー、ゲストの歌、その他の新趣向のコーナーを交えて行われていた。司会は西郷輝彦と山本伸吾が務めていた。後期には、当時ライオン油脂のヘアケア製品「エメロン・ミンキー」のCMに出演していたアグネス・ラムが準レギュラーとなった。
8月27日放送の最終回では、フジテレビ系列各局の公募で参加を認められた新婚夫婦20組の合同結婚式をキリスト教式で行った。場所は長野県茅野市蓼科にある蓼科ビューホテルの教会で、20組の仲人として司会の西と当時西郷の妻だった辺見マリが、ゲストとしてデビュー直後の尾崎亜美が参加。番組は、参加者たちの結婚式前日からの場所移動、当日の結婚式・披露宴などの足取りをドキュメント風に紹介した。

## 参考資料
- 読売新聞縮刷版[どれ?]

| フジテレビ系列 土曜22:00枠                  | フジテレビ系列 土曜22:00枠                                         | フジテレビ系列 土曜22:00枠                                                           |
| 前番組                                      | 番組名                                                             | 次番組                                                                               |
| ------------------------------------------- | ------------------------------------------------------------------ | ------------------------------------------------------------------------------------ |
| 夜の歌謡集 （1977年1月8日 - 1977年3月26日） | エメロンナイト レディーファースト （1977年4月2日 - 1977年8月27日） | 単発特番 （1977年9月3日 - 1977年9月24日） ↓ 砂の器 （1977年10月1日 - 1977年11月5日） |